# Liste der Abgeordneten zum Steiermärkischen Landtag (1861–1866)
Diese Liste nennt die Abgeordneten zum Steiermärkischen Landtag in der ersten Wahlperiode (1861–1866).

## Zusammentreten
Der Landtag trat in der ersten Wahlperiode in fünf Landtagssitzungen zusammen. Die erste ging von 6. bis 20. April 1861, die zweite vom 8. Januar bis 31. März 1863, die dritte vom 2. März bis 7. Mai 1864, die vierte vom 23. November 1865 bis zum 16. Februar 1866 und die fünfte vom 19. November bis 22. Dezember 1866.

## Liste der Abgeordneten
| Kurie                       | Wahlbezirk                  | Name                                          | Anmerkung                         |
| --------------------------- | --------------------------- | --------------------------------------------- | --------------------------------- |
| Großgrundbesitz             |                             | Friedrich Graf Attems                         |                                   |
| Großgrundbesitz             |                             | Johann Baxer                                  |                                   |
| Großgrundbesitz             |                             | Bartholomäus Ritter von Carneri               |                                   |
| Großgrundbesitz             |                             | Josef Graf Kottulinski                        |                                   |
| Großgrundbesitz             |                             | Wilhelm Graf Kuenburg                         |                                   |
| Großgrundbesitz             |                             | Anton Graf Lamberg                            |                                   |
| Großgrundbesitz             |                             | Josef Edler von Neupauer                      |                                   |
| Großgrundbesitz             |                             | Johann Paul Pauer                             |                                   |
| Großgrundbesitz             |                             | Johann Riedl                                  |                                   |
| Großgrundbesitz             |                             | Karl Lewohl (bis 1864)                        |                                   |
| Großgrundbesitz             |                             | Franz Freiherr von Kalchberg (1865)           |                                   |
| Großgrundbesitz             |                             | Gustav Ritter von Conrad                      |                                   |
| Großgrundbesitz             |                             | Ernst Freiherr von Kellersperg (bis 1864)     |                                   |
| Großgrundbesitz             |                             | Karlmann Hieber (1866)                        |                                   |
| Großgrundbesitz             |                             | Rudolf Freiherr von Wandell (bis 1865)        |                                   |
| Großgrundbesitz             |                             | Edmund Langer                                 |                                   |
| Städte und Märkte           | Graz, innere Stadt          | Josef von Kaiserfeld                          |                                   |
| Städte und Märkte           | Graz, innere Stadt          | Karl Rechbauer                                |                                   |
| Städte und Märkte           | Graz, Vorstädte             | Karl von Stremayr                             |                                   |
| Städte und Märkte           | Graz, Vorstädte             | Anton von Wasserfall                          |                                   |
| Städte und Märkte           | Marburg                     | Andreas Tappeiner                             |                                   |
| Städte und Märkte           | Frohnleiten                 | Gustav Franz Xaver von Schreiner              |                                   |
| Städte und Märkte           | Hartberg                    | Baltharsar Mosdorfer                          |                                   |
| Städte und Märkte           | Fürstenfeld                 | Karl Graf Gleispach                           | Landeshauptmann                   |
| Städte und Märkte           | Radsersburg                 | Raimund Aichmayr                              |                                   |
| Städte und Märkte           | Leibnitz                    | Leo Klein (bis 1862)                          |                                   |
| Städte und Märkte           | Leibnitz                    | Wilhelm Ritter von Martini (ab 1863)          |                                   |
| Städte und Märkte           | Voitsberg                   | Andreas Withalm (bis 1864)                    |                                   |
| Städte und Märkte           | Voitsberg                   | Ignatz Koch (ab 1865)                         |                                   |
| Städte und Märkte           | Bruck                       | Wilhelm Mannisch                              |                                   |
| Städte und Märkte           | Leoben                      | Karl Peintinger                               |                                   |
| Städte und Märkte           | Judenburg                   | Johann Fleckh                                 |                                   |
| Städte und Märkte           | Liezen                      | Johann Reicher                                |                                   |
| Städte und Märkte           | Murau                       | Franz Senekowitsch                            |                                   |
| Städte und Märkte           | Cilli                       | Hermann Mulley                                |                                   |
| Städte und Märkte           | Windischgräz                | Josef Sonns                                   |                                   |
| Städte und Märkte           | Pettau                      | Josef Ritter von Waser                        |                                   |
| Handels- und Gewerbekammern | Graz                        | Georg Koch (1861, 1863 bis 1866)              |                                   |
| Handels- und Gewerbekammern | Graz                        | Jakob Enz (1862)                              |                                   |
| Handels- und Gewerbekammern | Graz                        | Josef Körösi (1861, 1863 bis 1866)            |                                   |
| Handels- und Gewerbekammern | Graz                        | Thaddäus Werner (1862)                        |                                   |
| Handels- und Gewerbekammern | Graz                        | Eduard Mulley                                 |                                   |
| Handels- und Gewerbekammern | Leoben                      | Johann Seidl                                  |                                   |
| Handels- und Gewerbekammern | Leoben                      | Franz Steyrer (1861, 1863 bis 1866)           |                                   |
| Handels- und Gewerbekammern | Leoben                      | Jakob Meßner (1862)                           |                                   |
| Landgemeinden               | Umgebung Graz               | Josef Reiner (außer 1864)                     |                                   |
| Landgemeinden               | Umgebung Graz               | Ignatz Ramsauer (1864)                        |                                   |
| Landgemeinden               | Weitz                       | Moritz von Kaiserfeld                         | Stellvertretender Landeshauptmann |
| Landgemeinden               | Hartberg                    | Ferdinand Berditsch                           |                                   |
| Landgemeinden               | Feldbach                    | Franz Feyertag                                |                                   |
| Landgemeinden               | Feldbach                    | Lorenz Wilsling                               |                                   |
| Landgemeinden               | Radkersburg                 | Johann Pairhuber                              |                                   |
| Landgemeinden               | Leibnitz                    | Moritz Ritter von Franck                      |                                   |
| Landgemeinden               | Leibnitz                    | Johann Ortner                                 |                                   |
| Landgemeinden               | Stainz                      | Josef Haffner                                 |                                   |
| Landgemeinden               | Bruck                       | Ignatz Fürst                                  |                                   |
| Landgemeinden               | Leoben                      | Franz Habenbacher (außer 1864)                |                                   |
| Landgemeinden               | Leoben                      | Franz Rachoi (1864)                           |                                   |
| Landgemeinden               | Judenburg                   | Josef Hutter (außer 1865)                     |                                   |
| Landgemeinden               | Judenburg                   | Alois Pirner (1865)                           |                                   |
| Landgemeinden               | Liezen                      | Warmund Karnitschnig                          |                                   |
| Landgemeinden               | Murau                       | Arnold Plankensteiner                         |                                   |
| Landgemeinden               | Irdning                     | Franz F. Blubek                               |                                   |
| Landgemeinden               | Cilli                       | Johann Mörtl (außer 1865)                     |                                   |
| Landgemeinden               | Cilli                       | Jakob Razlag (1865)                           |                                   |
| Landgemeinden               | Cilli                       | Josef Wolf (außer 1862 und 1863)              |                                   |
| Landgemeinden               | Cilli                       | Johann Ritter von Resingen (1862)             |                                   |
| Landgemeinden               | Cilli                       | Johann Lichtenegger (1863)                    |                                   |
| Landgemeinden               | Windischgräz                | Mathias Lohninger                             |                                   |
| Landgemeinden               | Marburg                     | Alois von Fehrer                              |                                   |
| Landgemeinden               | Marburg                     | Mathias Löschnigg                             |                                   |
| Landgemeinden               | Luttenber                   | Anton Globocnik                               |                                   |
| Landgemeinden               | Pettai                      | Michael Hermann                               |                                   |
| Landgemeinden               | Rann                        | Johann Janeschitsch                           |                                   |
| Virilstimmen                | Fürstbischof von Seckau     | Ottokar Maria von Attems                      |                                   |
| Virilstimmen                | Fürstbischof von Lavant     | Anton Martin (bis 1862)                       |                                   |
| Virilstimmen                | Fürstbischof von Lavant     | Jakob Ignaz Maximilian Stepischnegg (ab 1862) |                                   |
| Virilstimmen                | Rektor der Universität Graz | Johann Blaschke                               |                                   |
| Virilstimmen                | Rektor der Universität Graz | Friedrich Wagl                                |                                   |
| Virilstimmen                | Rektor der Universität Graz | Franz Weihs                                   |                                   |
| Virilstimmen                | Rektor der Universität Graz | Eduard Oscar Schmidt                          |                                   |
| Virilstimmen                | Rektor der Universität Graz | Marcellin Schlager                            |                                   |